# Перемога (Березівський район)
Перемо́га (до 01.02.1945 х. Французький) — село Миколаївської селищної громади у Березівському районі Одеської області в Україні. Населення становить 50 осіб.

## Населення
Згідно з переписом УРСР 1989 року чисельність наявного населення села становила 89 осіб, з яких 39 чоловіків та 50 жінок.
За переписом населення України 2001 року в селі мешкало 50 осіб. 100 % населення вказало своєю рідною мовою українську мову.